# Kodai Senga
Kodai Senga (千賀 滉大, Senga Kodai), né le 5 juillet 1994 à Gamagōri, Japon, est un lanceur droitier des Mets de New York de la Ligue majeure de baseball.

## Biographie
Champion olympique avec le Japon lors des Jeux olympiques de Tokyo, Kodai Senga dispute onze saisons en Nippon Professional Baseball et a un bilan de 87 victoires pour 44 défaites et a été le premier lanceur des Fukuoka SoftBank Hawks lors de quatre championnats japonais remportés de 2017 à 2020. En décembre 2022, le lanceur droitier japonais signe un contrat de cinq ans pour 75 millions de dollars avec les Mets de New York pour être le troisième lanceur titulaire de l’équipe pour la saison 2023. Il est connu pour lancer une balle rapide à près de 100 mph et une balle fourche.